# Занднер, Вольфганг
Вольфганг Занднер (2 марта 1949, Тайзендорф  — 5 декабря 2015, Берлин) — немецкий физик, специализировался  в области атомной и лазерной физики. С 2010 по 2012 годы был президентом Немецкого физического общества . С 2012 по 2014 г.г. — вице-президент общества. был членом Американского физического общества (1996). До своей смерти был генеральным директором отделения  лазерной физики Международной ассоциации консорциумов (Брюссель).   
В сферу его исследований входили ядерная физика, взаимодействие света и вещества на сверхвысоких интенсивностях, релятивистская динамика лазерной плазмы и  лазерное ускорение частиц. Занимался вопросами мировой энергетической политики, особенно в области ядерной физики, к которой появилось много вопросов после аварии на Фукусиме. Он являлся автором более 200 публикаций в международных журналах.

## Биография
Родился в баварской коммуне Тайзендорф (Германия). В 1979 год получает докторскую степень по ядерной физике в Фрайбургском университете. В период с 1979 по 1981 годы работ в американской научно-исследовательской организации «SRI International» (Менло-Парк, Калифорния, США), занимается лазерной спектроскопией. С 1985 года работает профессором в Вюрцбургском университете (Германия). В 1991 году — профессор университета штата Теннесси (Ноксвилл, Техас, США). С 1994 по 2014 он был также профессором в  Берлинском техническом университете. С 1993 по 2013 годы был директором Института нелинейной оптики и спектроскопии короткого импульса имени Макса Борна (Берлин, Германия).

## Статьи и иные публикации
- Christiansen J. et al. Temperature dependence of the electric field gradient in noncubic metals //Zeitschrift für Physik B Condensed Matter. – 1976. – Т. 24. – №. 2. – С. 177-187.
- Andruszkow J. et al. First observation of self-amplified spontaneous emission in a free-electron laser at 109 nm wavelength //Physical Review Letters. – 2000. – Т. 85. – №. 18. – С. 3825.
- Ackermann W. et al. Operation of a free-electron laser from the extreme ultraviolet to the water window //Nature photonics. – 2007. – Т. 1. – №. 6. – С. 336-342.